# Dicranomyia (Zelandoglochina) angelica
Dicranomyia (Zelandoglochina) angelica is een tweevleugelige uit de familie steltmuggen (Limoniidae). De soort komt voor in het Neotropisch gebied.